# تيانهي-2
تيانهي-2 (صينية مبسطة:天河-2 بينيين tiānhé-èr وتعني درب التبانة-2) حاسوب فائق بسرعة 33.86 بيتا فلوب موجود في قوانغتشو، الصين. وهو حالياً أسرع حاسوب في العالم حسب قائمة توب500 لشهر يونيو 2013.